# Stade Mirabello
Le Stadio Mirabello était un stade de football de la ville de Reggio d'Émilie, en Italie.

## Histoire
Construit en 1915, il abritait principalement les rencontres de l'équipe locale, l'AC Reggiana. D'une capacité de 17 000 places, il fut remplacé en 1995 par le Stadio Giglio.